# Georg-Friedrich-Händel-Gesellschaft
Die Georg-Friedrich-Händel-Gesellschaft (GFHG) ist eine 1955 gegründete internationale Vereinigung mit Sitz und Geschäftsstelle im Händel-Haus in Halle (Saale). Der eingetragene, gemeinnützige Verein hat ca. 700 Mitglieder. Sein Zweck ist die „Förderung der Händel-Forschung und -Pflege“.

## Geschichte
Aus Anlass des 100. Todestages des Barockkomponisten Georg Friedrich Händel (1859) gründete sich bereits 1856 eine erste Deutsche Händel-Gesellschaft. Friedrich Chrysander begann seinerzeit mit der Händel-Gesamtausgabe, die allerdings nach Jahrhundertwende versandete.
Im Jahr 1925 begründete Hermann Abert eine neue Händel-Gesellschaft in Leipzig, die ab 1926 von Arnold Schering geleitet wurde. Neben der Veranstaltung von Händel-Festen publizierte sie das Händel-Jahrbuch Rudolf Steglichs. Die 1935 aufgelöste Händel-Gesellschaft gilt als Vorgängerorganisation der heutigen Georg-Friedrich-Händel-Gesellschaft. Mit dem Jubiläumsjahr 1935 und dem Erwerb des Händel-Hauses 1937 durch die Stadt Halle blieb allerdings Georg Friedrich Händel omnipräsent. Durch Karl Vötterle und Herbert Koch wurden in dieser Zeit Pläne für eine hallische Händel-Ausgabe laut. Noch vor dem Ende des Zweiten Weltkrieges bildete sich daher unter Max Schneider die Hallische Händel-Gesellschaft, die ab 1944 Händel-Konzerte veranstaltete.
1948 eröffnete das Musikmuseum Händel-Haus und ab 1952 wurden regelmäßige Händel-Festspiele abgehalten. Noch vor dem 200. Todesjahr des Komponisten gab es 1955 mit der Gründung der Georg-Friedrich-Händel-Gesellschaft einen Neuanfang (Gründungsurkunde vom 23. April 1955). Zum geschäftsführenden Vorstand wurde Max Schneider (Präsident), Rudolf Steglich (Vizepräsident) und Walther Siegmund-Schultze (wissenschaftlicher Sekretär) gewählt. Weitere Vorstandsmitglieder waren Horst-Tanu Margraf, Walter Serauky und Ernst Hermann Meyer sowie später Konrad Ameln. Die erste Mitgliederversammlung wurde am 18. Juni 1955 im Klub der Intelligenz in Halle abgehalten. Auch internationale Vertreter ihres Fachs stimmten ihrer Wahl als Mitglieder des Gesamtvorstandes zu: Jens Peter Larsen (Dänemark), William C. Smith und Arnold Goldsbrough (England). Weiterhin gehörten Karl Vötterle, Leiter des Bärenreiter-Verlags, und Georg Engelmann, Leiter des Deutschen Verlags für Musik, zum Vorstand. Die Ehrenmitgliedschaft erhielten Edward Dent und Berta Chrysander (Schwiegertochter von Friedrich Chrysander).
Die Gesellschaft setzte sich u. a. für die internationale Popularisierung der Musik und die Wiederentdeckung alter Werken des Komponisten ein. Die Aktivitäten führten zu einer „Hallischen Händel-Renaissance“. Allerdings wollte die DDR-Führung die Händel-Gesellschaft auch politisch instrumentalisieren und ein „marxistisches Händelbild“ kreieren. Wohl auch aus politischen Erwägungen heraus wurde 1967 der international vernetzte Ernst Hermann Meyer Präsident der Gesellschaft.
Von der Händel-Gesellschaft werden regelmäßig Kongresse, Konferenzen und Kolloquien veranstaltet. Außerdem unterstützt die Gesellschaft die Händel-Festspiele.

## Publikationen
Die Händel-Gesellschaft gibt in Verbindung mit der Stiftung Händel-Haus das Vereinsorgan Händel-Jahrbuch (Hjb) heraus. Außerdem erscheint seit 1955 die Hallische Händel-Ausgabe (HHA, kritische Gesamtausgabe). Beide Publikationen erscheinen heute im Bärenreiter-Verlag in Kassel. Die HHA ist ein Drittmittelprojekt des Instituts für Musik, Medien- und Sprechwissenschaften, Abteilung Musikwissenschaft der Martin-Luther-Universität Halle-Wittenberg. Förderung erhält sie durch die Union der deutschen Akademien der Wissenschaften. Die Redaktion wird durch die Stiftung Händel-Haus und die Landgraf-Moritz-Stiftung unterstützt.

## Präsidenten
- 1955–1967: Max Schneider
- 1967–1988: Ernst Hermann Meyer
- 1988–1991: Walther Siegmund-Schultze
- 1991–1993: Bernd Baselt
- 1995–2009: Wolfgang Ruf
- seit 2009: Wolfgang Hirschmann

## Ehrenmitglieder
(chronologisch geordnet)
- Edward Dent (1876–1957), englischer Musikwissenschaftler
- Berta Chrysander
- Rudolf Steglich (1886–1976), deutscher Musikwissenschaftler und Hochschullehrer
- Walter Eisen
- Philine Fischer (1919–2001), deutsche Opern- und Konzertsängerin
- Jens Peter Larsen
- Isolde Schubert
- Winton Dean (1916–2013), britischer Musikwissenschaftler
- Manfred Rätzer
- Frieder Zschoch (1932–2016), deutscher Musikwissenschaftler
- Dietrich Berke (1938–2010), deutscher Musikwissenschaftler
- Frithjof Kessel
- Terence Best
- Wolfgang Ruf (* 1941), deutscher Musikwissenschaftler und Hochschullehrer
- Edwin Werner (* 1940), deutscher Musikwissenschaftler und Händel-Forscher
- Hanna John

Die Ehrenmitglieder erhalten eine Ehrennadel des halleschen Schmuckdesigners Gunther Graf.

## Internationaler Händel-Forschungspreis
Seit 2014 vergibt die Georg-Friedrich-Händel-Gesellschaft den Internationalen Händel-Forschungspreis, der in der Tradition des Händel-Förderpreises der Stadt Halle steht. Er ist mit 2000 Euro dotiert und wird von der Stiftung der Saalesparkasse in Halle (Saale) gefördert. Er richtet sich an Nachwuchsforscher aus dem Bereich der Musikwissenschaft und verwandter Disziplinen, die zu Georg Friedrich Händel arbeiteten.
Der Jury gehören derzeit Donald Burrows, Wolfgang Hirschmann, Silke Leopold, Thomas Neumann und Susanne Quednau an.
Preisträger
- 1. Internationaler Händel-Forschungspreis (2014): Dominik Höink, Rebekka Sandmeier, Matthew Gardner
- 2. Internationaler Händel-Forschungspreis (2015): Regina Compton
- 3. Internationaler Händel-Forschungspreis (2017): Susanne Spiegler
- 4. Internationaler Händel-Forschungspreis (2019): Natassa Varka